# Gigartinaceae
Famille
Les Gigartinaceae sont une famille d’algues rouges de l’ordre des Gigartinales.

## Liste des genres
Selon AlgaeBase (5 juillet 2014) :
- genre Chondracanthus Kützing
- genre Chondrus Stackhouse
- genre Gigartina Stackhouse
- genre Iridaea Bory de Saint-Vincent
- genre Mazzaella G.De Toni f.
- genre Ostiophyllum Kraft
- genre Psilophycus W.A.Nelson, Leister & Hommersand
- genre Rhodoglossum J.Agardh
- genre Sarcothalia Kützing

Selon ITIS (5 juillet 2014) :
- genre Besa Setchell, 1912
- genre Chondrus J. Stackhouse, 1797
- genre Gigartina Stackhouse, 1809
- genre Iridaea Bory De St. -vincent, 1826
- genre Rhodoglossum J. G. Agardh

Selon NCBI (5 juillet 2014) :
- genre Chondracanthus
  - Chondracanthus acicularis
  - Chondracanthus canaliculatus
  - Chondracanthus chamissoi
  - Chondracanthus chapmanii
  - Chondracanthus corymbiferus
  - Chondracanthus exasperatus
  - Chondracanthus harveyanus
  - Chondracanthus intermedius
  - Chondracanthus saundersii
  - Chondracanthus spinosus
  - Chondracanthus squarrulosus
  - Chondracanthus teedei
  - Chondracanthus tenellus
  - Chondracanthus tepidus
- genre Chondrus
  - Chondrus armatus
  - Chondrus canaliculatus
  - Chondrus crispus
  - Chondrus elatus
  - Chondrus giganteus
    - forme Chondrus giganteus f. flabellatus

  - Chondrus nipponicus
  - Chondrus ocellatus
  - Chondrus pinnulatus
    - forme Chondrus pinnulatus f. armatus

  - Chondrus platynus
  - Chondrus retortus
  - Chondrus verrucosus
  - Chondrus yendoi
- genre Gigartina
  - Gigartina alveata
  - Gigartina atropurpurea
  - Gigartina bracteata
  - Gigartina clathrata
  - Gigartina clavifera
  - Gigartina divaricata
  - Gigartina grandifida
  - Gigartina macrocarpa
  - Gigartina muelleriana
  - Gigartina pectinata
  - Gigartina pinnata
  - Gigartina pistillata
  - Gigartina polycarpa
  - Gigartina radula
  - Gigartina skottsbergii
- genre Iridaea
  - Iridaea cordata
  - Iridaea micans
  - Iridaea tuberculosa
- genre Iridophycus
  - Iridophycus coriaceum
  - Iridophycus fulgens
  - Iridophycus reediae
  - Iridophycus sinicola
- genre Mazzaella
  - Mazzaella affinis
  - Mazzaella californica
  - Mazzaella capensis
  - Mazzaella cobinae
  - Mazzaella convoluta
  - Mazzaella coriacea
  - Mazzaella cornucopiae
  - Mazzaella flaccida
  - Mazzaella heterocarpa
  - Mazzaella japonica
  - Mazzaella laminarioides
  - Mazzaella leptorhynchos
  - Mazzaella lilacina
  - Mazzaella linearis
  - Mazzaella membranacea
  - Mazzaella oregona
  - Mazzaella parksii
  - Mazzaella parva
  - Mazzaella phyllocarpa
  - Mazzaella rosea
  - Mazzaella sanguinea
  - Mazzaella splendens
  - Mazzaella volans
- genre Ostiophyllum
  - Ostiophyllum sonderopeltae
- genre Rhodoglossum
  - Rhodoglossum gigartinoides
- genre Sarcothalia
  - Sarcothalia ancistroclada
  - Sarcothalia circumcincta
  - Sarcothalia crassifolia
  - Sarcothalia crispata
  - Sarcothalia decipiens
  - Sarcothalia lanceata
  - Sarcothalia livida
  - Sarcothalia papillosa
  - Sarcothalia scutellata
  - Sarcothalia stiriata

Selon World Register of Marine Species (5 juillet 2014) :
- genre Chondracanthus Kützing, 1843
- genre Chondrus Stackhouse, 1797
- genre Gigartina Stackhouse, 1809
- genre Iridaea Bory de Saint-Vincent, 1826
- genre Mazzaella G.De Toni f., 1936
- genre Ostiophyllum Kraft, 2003
- genre Psilophycus W.A.Nelson, Leister & Hommersand, 2011
- genre Rhodoglossum J.Agardh, 1876
- genre Sarcothalia Kützing, 1849